# Municipio de Sharon (Míchigan)
El municipio de Sharon (en inglés: Sharon Township) es un municipio ubicado en el condado de Washtenaw en el estado estadounidense de Míchigan. En el año 2010 tenía una población de 1737 habitantes y una densidad poblacional de 17,71 personas por km².

## Geografía
El municipio de Sharon se encuentra ubicado en las coordenadas 42°12′27″N 84°4′57″O / 42.20750, -84.08250. Según la Oficina del Censo de los Estados Unidos, el municipio tiene una superficie total de 98.06 km², de la cual 96,88 km² corresponden a tierra firme y (1,21 %) 1,18 km² es agua.

## Demografía
Según el censo de 2010, había 1737 personas residiendo en el municipio de Sharon. La densidad de población era de 17,71 hab./km². De los 1737 habitantes, el municipio de Sharon estaba compuesto por el 97,99 % blancos, el 0,29 % eran afroamericanos, el 0,4 % eran amerindios, el 0,06 % eran asiáticos, el 0,17 % eran de otras razas y el 1,09 % eran de una mezcla de razas. Del total de la población el 1,78 % eran hispanos o latinos de cualquier raza.